# Bệnh mù do giun chỉ Onchocerca
Bệnh mù do giun chỉ Onchocerca, cũng còn gọi là bệnh mù sông  hay bệnh Robles, là bệnh do nhiễm phải giun sán Onchocerca volvulus. Triệu chứng bệnh gồm có ngứa nhiều, u cục dưới da, và mù. Đây là nguyên nhân gây mù phổ biến đứng thứ hai do nhiễm trùng, sau đau mắt hột.

## Nguyên nhân và chẩn đoán
Giun ký sinh do ruồi đen thuộc loài Simulium lây truyền qua vết cắn. Thường thì phải bị cắn nhiều lần mới bị nhiễm bệnh. Loài ruồi này sống gần sông cho nên mới có tên bệnh như vậy. Một khi ở trong cơ thể con người, giun đẻ trứng rồi trứng di chuyển đến da. Tại đây, trứng có thể lây nhiễm sang ruồi khác mà chích cắn người. Có một số phương pháp chẩn đoán bao gồm: đặt sinh thiết da vào nước muối và chờ trứng chui ra, tìm trứng bằng mắt, và tìm giun trưởng thành trong u cục dưới da.

## Phòng Ngừa và Điều Trị
Vắc xin phòng chống bệnh hiện không có. Phòng ngừa bằng cách tránh bị ruồi cắn. Phòng tránh ruồi cắn bao gồm sử dụng chất xua côn trùng và mặc quần áo dày dài tay. Các biện pháp khác nhằm giảm lượng ruồi là phun thuốc diệt côn trùng. Nỗ lực xóa bỏ bệnh bằng cách điều trị toàn bộ người bệnh hai lần một năm đang tiến hành ở một số nơi trên thế giới. Điều trị những người nhiễm bệnh bằng ivermectin mỗi sáu đến mười hai tháng. Việc điều trị như vậy chỉ diệt được trứng nhưng không diệt được giun trưởng thành. Thuốc doxycycline, diệt vi khuẩn liên quan có tên Wolbachia, được tìm thấy làm suy yếu giun và cũng được một số bác sĩ khuyến nghị dùng. Phẫu thuật loại bỏ u cục dưới da cũng có thể thực hiện.

## Dịch Tễ Học và Lịch sử
Có khoảng 17 đến 25 triệu người bị bệnh mù sông, trong đó khoảng 0,8 triệu người bị giảm phần nào thị lực. Đa số ca nhiễm xảy ra ở châu Phi hạ Sahara, dẫu rằng cũng có những ca được ghi nhận ở Yemen và vùng hoang dã của Miền Trung và Nam Mỹ. Vào 1915, bác sĩ Rodolfo Robles đầu tiên gợi ý giun này gây bệnh mắt. Bệnh được Tổ chức Y tế Thế giới đưa vào danh mục bệnh nhiệt đới bị lãng quên.